# Stadio Angelo Massimino
Stadio Angelo Massimino (tidigare känd som Stadio Cibali) är en arena i Catania, Italien, idag mest använd för fotboll. Här spelar Serie A-fotbollslaget Catania. Arenan byggdes 1937 och rymmer 23 240 personer. Arenan fick sitt namn år 2002 efter före detta Catania-ordföranden Angelo Massimino.
Catania förbjöds att spela någon Serie A-match på arenan mellan den 14 februari 2007 och den 30 juni 2007 , eftersom de våldsamheter som inträffade utanför arenan under ett möte mot Palermo den 2 februari 2007 resulterade i en död polis.